# Risoba
Risoba is een geslacht van motten van de familie Nolidae die voor het eerst werd beschreven door Frederic Moore in 1881.

## Soorten
- Risoba avola Bethune-Baker, 1906
- Risoba basalis Moore, 1882
- Risoba becki Kobes, 2006
- Risoba caeruleata Holloway, 2003
- Risoba calaina Zerny, 1916
- Risoba calainigrata Holloway, 2003
- Risoba calainodes Prout, 1928
- Risoba chlora Hampson, 1912
- Risoba delicata Bethune-Baker, 1906
- Risoba diehli Kobes, 1982
- Risoba diphteroides Hampson, 1898
- Risoba diphteropsis Prout, 1924
- Risoba diplogramm Hampson, 1912
- Risoba diversipennis (Walker, 1858)
- Risoba flavipennis Hampson, 1895
- Risoba glauca Hampson, 1912
- Risoba guichardi Holloway, 2003
- Risoba harmani Holloway, 2003
- Risoba helbaueri Kobes, 2006
- Risoba hiemischi Kobes, 2006
- Risoba hollowayi Kobes, 2006
- Risoba jucunda (Walker, 1862)
- Risoba kebea Bethune-Baker, 1906
- Risoba lunata (Möschler, 1887)
- Risoba malagasy (Viette, 1965)
- Risoba martinii Holloway, 2003
- Risoba menhoferi Kobes, 2006
- Risoba obscurivialis Holloway, 2003
- Risoba obstructa Moore, 1881
- Risoba olivens Bethune-Baker, 1906
- Risoba orientalis Holloway, 1976
- Risoba ornata Wileman & West, 1929
- Risoba owgarra Prout, 1921
- Risoba pratti Bethune-Baker, 1906
- Risoba prominens Moore, 1881
- Risoba rafflesae Kobes, 2006
- Risoba rectilinea Draudt, 1950
- Risoba repugnans (Walker, 1856)
- Risoba rothei Kobes, 2006
- Risoba samamarinda Holloway, 2003
- Risoba sticticata Prout, 1924
- Risoba sticticraspis Hampson, 1912
- Risoba tenuipoda (Strand, 1920)
- Risoba thalasscura Holloway, 2003
- Risoba trivialis Kobes, 2006
- Risoba variegata (Moore, 1882)
- Risoba variegatoides Poole, 1989
- Risoba vialis Moore, 1881
- Risoba viridangulata Holloway, 2003
- Risoba viridata Bethune-Baker, 1906
- Risoba viridescens Hampson 1914
- Risoba vitellina (Moore, 1882)
- Risoba walshae Holloway, 2003
- Risoba wittstadti Kobes, 2006